# Cypriotisch voetbalkampioenschap 1951/52
In 1951/52 werd het 15e Cypriotische voetbalkampioenschap gespeeld. APOEL Nicosia won de competitie voor de 9e keer.

## Stand
| Pos | Team                    | Wed | W  | G | V | Ptn | DV | DT | +/− |
| --- | ----------------------- | --- | -- | - | - | --- | -- | -- | --- |
| 1   | APOEL Nicosia (C)       | 14  | 10 | 2 | 2 | 22  | 48 | 23 | +25 |
| 2   | EPA Larnaca FC          | 14  | 7  | 3 | 4 | 17  | 32 | 23 | +9  |
| 3   | Çetinkaya Türk S.K.     | 14  | 8  | 1 | 5 | 17  | 31 | 25 | +6  |
| 4   | Pezoporikos Larnaca     | 14  | 7  | 2 | 5 | 16  | 29 | 27 | +2  |
| 5   | AEL Limassol            | 14  | 5  | 5 | 4 | 15  | 34 | 27 | +7  |
| 6   | Anorthosis Famagusta FC | 14  | 3  | 3 | 8 | 9   | 20 | 32 | −12 |
| 7   | AYMA                    | 14  | 3  | 2 | 9 | 8   | 21 | 55 | −34 |
| 8   | Olympiakos Nicosia      | 14  | 3  | 2 | 9 | 8   | 25 | 48 | −23 |

## Resultaten
| Thuis \ Uit   | AEL | ANR | APN | AYM | EPA | OLY  | POL | ÇET |
| ------------- | --- | --- | --- | --- | --- | ---- | --- | --- |
| AEL           |     | 2–1 | 0–3 | 4–1 | 1–1 | 10–1 | 3–3 | 1–5 |
| Anorthosis    | 1–1 |     | 4–6 | 1–1 | 1–0 | 1–1  | 1–2 | 1–3 |
| APOEL Nicosia | 4–1 | 2–3 |     | 5–0 | 1–1 | 5–2  | 5–2 | 2–2 |
| AYMA          | 1–2 | 3–1 | 1–4 |     | 4–2 | 1–1  | 0–1 | 0–1 |
| EPA           | 2–2 | 3–1 | 3–2 | 4–1 |     | 5–3  | 2–1 | 3–1 |
| Olympiakos    | 2–6 | 2–3 | 2–4 | 5–2 | 1–0 |      | 1–2 | 1–3 |
| Pezoporikos   | 0–0 | 5–1 | 1–3 | 2–0 | 1–4 | 5–1  |     | 3–1 |
| Çetinkaya     | 2–1 | 1–0 | 1–2 | 2–6 | 3–2 | 1–2  | 5–1 |     |

## Kampioen
| 1951/52                           |
| Cyprus                            |
| --------------------------------- |
| APOEL Nicosia Kampioen (9° titel) |

1934/35 · 1935/36 · 1936/37 · 1937/38 · 1938/39 · 1939/40 · 1940/41 · 1941/42 · 1942/43 · 1943/44 ·  1944/45 · 1945/46 · 1946/47 · 1947/48 · 1948/49 · 1949/50 · 1950/51 · 1951/52 · 1952/53 · 1953/54 · 1954/55 · 1955/56 · 1956/57 · 1957/58 · 1958/59 ·  1959/60 · 1960/61 · 1961/62 · 1962/63 · 1963/64 · 1964/65 · 1965/66 · 1966/67 · 1967/68 · 1968/69 · 1969/70 · 1970/71 · 1971/72 · 1972/73 · 1973/74 · 1974/75 · 1975/76 · 1976/77 · 1977/78 · 1978/79 · 1979/80 · 1980/81 · 1981/82 · 1982/83 · 1983/84 · 1984/85 · 1985/86 · 1986/87 · 1987/88 · 1988/89 · 1989/90 · 1990/91 · 1991/92 · 1992/93 · 1993/94 · 1994/95 · 1995/96 · 1996/97 · 1997/98 · 1998/99 · 1999/00 · 2000/01 · 2001/02 · 2002/03 · 2003/04 · 2004/05 · 2005/06 · 2006/07 · 2007/08 · 2008/09 · 2009/10 · 2010/11 · 2011/12 · 2012/13 · 2013/14 · 2014/15 · 2015/16 · 2016/17 · 2017/18 · 2018/19 · 2019/20 · 2020/21 · 2021/22